# Amt Ketzin
Das Amt Ketzin war ein 1992 gebildetes Amt in Brandenburg, in dem fünf Gemeinden im damaligen Kreis Nauen (heute Landkreis Havelland, Brandenburg) zu einem Verwaltungsverbund zusammengefasst waren. Es wurde 2003 im Zuge der Gemeindereform in Brandenburg wieder aufgelöst, die Gemeinden wurden in die Stadt Ketzin eingegliedert. Ende 2002 hatte das Amt Ketzin 6504 Einwohner.

## Geographische Lage
Das Amt Ketzin lag im Landkreis Havelland im westlichen Teil von Brandenburg. Es grenzte im Norden an das Amt Nauen-Land, im Nordosten an das Amt Wustermark, im Osten an das Amt Fahrland, im Süden an die Ämter Werder und Groß Kreutz und im Westen an das Amt Beetzsee.

## Bildung des Amtes Ketzin
Der Minister des Innern des Landes Brandenburg Alwin Ziel erteilte am 21. April 1992 mit Wirkung zum 22. Mai 1992 seine Zustimmung zur Bildung des Amtes Ketzin. Sitz der Amtsverwaltung war in der Stadt Ketzin. Das Amt umfasste die Gemeinden (in der Reihenfolge der Nennung im Amtsblatt):
1. Etzin
2. Tremmen
3. Falkenrehde
4. Zachow
5. Ketzin

1992 hatte das Amt Ketzin 6444 Einwohner. Die Gemeinde Etzin gliederte sich 2002 freiwillig in die Stadt Ketzin ein. Die Eingliederung wurde jedoch erst zum 26. Oktober 2003 rechtswirksam. Die Gemeinden Tremmen, Falkenrehde und Zachow wurden dagegen im Zuge der Gemeindereform in Brandenburg per Gesetz in die Stadt Ketzin eingegliedert. Gleichzeitig wurde das Amt Ketzin aufgelöst, die Stadt Ketzin amtsfrei. Die Gemeinden Falkenrehde, Tremmen und Zachow legten kommunale Verfassungsbeschwerde gegen ihre Eingliederung in die Stadt Ketzin beim Verfassungsgericht des Landes Brandenburg ein, die jedoch zurückgewiesen wurden.

## Amtsdirektor
Erster Amtsdirektor des Amtes Ketzin war Axel Hedergott. Er wurde 1999 Stadtrat in Spandau. Vom 1. Mai 2000 bis zur Auflösung des Amtes Ketzin war Jens Uwe Bock letzter Amtsdirektor.

## Belege
1. 1 2  Beitrag zur Statistik Landesbetrieb für Datenverarbeitung und Statistik Historisches Gemeindeverzeichnis des Landes Brandenburg 1875 bis 2005 19.5 Landkreis Havelland PDF
2. ↑  Bildung des Amtes Ketzin. Bekanntmachung des Ministers des Innern vom 21. April 1992. Amtsblatt für Brandenburg - Gemeinsames Ministerialblatt für das Land Brandenburg, 3. Jahrgang, Nummer 33, 22. Mai 1992, S. 501.
3. ↑  Eingliederung der Gemeinde Etzin in die Stadt Ketzin. Mitteilung des Ministeriums des Innern vom 30. April 2002. Amtsblatt für Brandenburg Gemeinsames Ministerialblatt für das Land Brandenburg, 13. Jahrgang, 2002, Nummer 20, Potsdam, 15. Mai 2002, S. 519 PDF
4. ↑  Viertes Gesetz zur landesweiten Gemeindegebietsreform betreffend die Landkreise Havelland, Potsdam-Mittelmark, Teltow-Fläming (4.GemGebRefGBbg) vom 24. März 2003, Gesetz- und Verordnungsblatt für das Land Brandenburg, I (Gesetze), 2003, Nr. 05, S. 73
5. ↑  Kommunales Verfassungsbeschwerdeverfahren gegen die Eingemeindung der Gemeinde Falkenrehde (Amt Ketzin) in die Stadt Ketzin VerfGBbg, Beschluss vom 9. Februar 2006 - VfGBbg 255/03; Entscheidungsvorblatt (Memento vom 12. April 2013 im Webarchiv archive.today)
6. ↑  Jens Wegener: Es bleibt bei Groß-Ketzin Verfassungsbeschwerden abgewiesen (Memento vom 12. April 2013 im Webarchiv archive.today) Märkische Allgemeine, Der Havelländer, 16. Februar 2006
7. ↑  Jens Wegener: Ex-Amtsdirektor verlässt Ketzin Jens Uwe Bock geht ins Schwabenland (Memento vom 12. April 2013 im Webarchiv archive.today) Märkische Allgemeine,3. April 2004